# Makefu
El poblado de Makefu un municipio y un distrito electoral en la isla de Niue (Polinesia, Océano Pacífico Sur). Es uno de los 14 pueblos existentes en la isla de Niue. Contaba en el año 2011 con 87 habitantes, y una superficie de 1,48 km². Se encuentra en la costa centro occidental de dicha isla.

## Demografía
Evolución demográfica
| Gráfica de evolución demográfica de Makefu entre 2001 y 2011 |
|                                                              |
|                                                              |

## Turismo

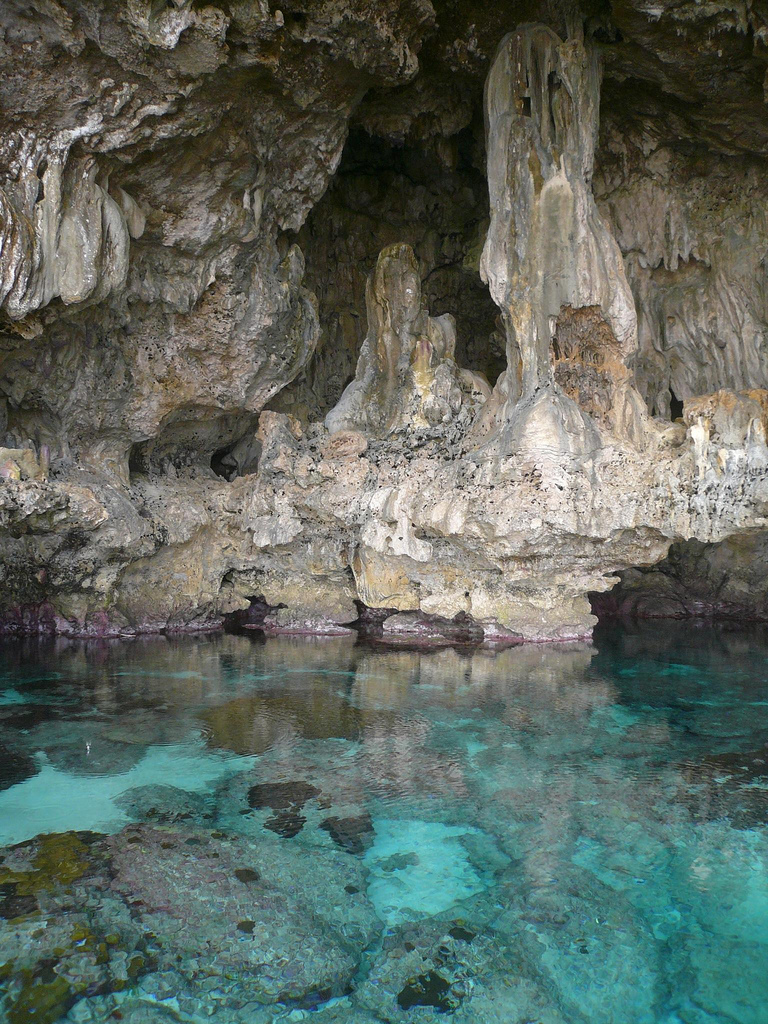
Cueva de Avaiki

En la costa de Makefu, cerca del límite con Tuapa, se encuentra la cueva de Avaiki. Este sector de costa es conocido para la práctica de buceo, donde se pueden observar en particular tiburones y tortugas.